# Sällskapsöarna
Sällskapsöarna (franska: Îles de la Société eller officiellt Archipel de la Société) är två av de fem territorierna (subdivisions administratives) och huvudgruppen i Franska Polynesien i Stilla havet. Öarna ligger mitt i Stilla havet cirka 6 200 km från Los Angeles och cirka 5 700 km från Sydney med Tahiti som största ö där även huvudorten Papeete ligger. Befolkningen uppgår till cirka 200 000 invånare (126 inv/km²) med huvudorten Papeete på cirka 26 500 invånare. Huvudspråken är lokal tahitiska och franska. Valutan är CFP-franc som i övriga Franska Polynesien.

## Historia
Öarna upptäcktes år 1768 av den brittiska sjöfararen Samuel Wallis som namngav öarna King George Islands efter dåvarande brittiske kungen George III. Området utforskades år 1769 ordentligt av en brittisk expedition under James Cook (med Daniel Solander som deltagare) som i sin tur namngav dem efter Royal Society i London som finansierade hans resa. Området blev ett franskt protektorat år 1843 och införlivades år 1903 tillsammans med övriga öar inom Franska Polynesien i det nyskapade Établissements Français de l'Océanie (Franska Oceanien).

## Geografi
Öarna är av vulkaniskt ursprung och ligger i en kedja från norr till söder med en area på cirka 1 598 km². Huvudön Tahiti har en area på cirka 1 048 km² med den högsta höjden Mont Orohena på cirka 2 240 meter över havet.
Området omfattar 13 öar fördelade på två delområden

### Îles du Vent (lovart-öarna)
- Maiao, cirka 9 km²
- Mehetia, cirka 2,3 km²
- Moorea, cirka 134 km²
- Tahiti, cirka 1.048 km²
- Tetiaroa, cirka 6 km²

### Îles Sous-le-Vent (lä-öarna)
- Bora Bora, cirka 38 km²
- Huahine, cirka 74 km²
- Manuae / Scilly, cirka 4 km²
- Maupihaa / Mopelia, cirka 4 km²
- Maupiti, cirka 13,5 km²
- Motu One / Bellinghausen, cirka 3 km²
- Raiatea, cirka 238 km²
- Tahaa, cirka 88 km²
- Tupai / Motu Iti, cirka 11 km²

samt en rad mindre öar, atoller och rev.

## Bilder

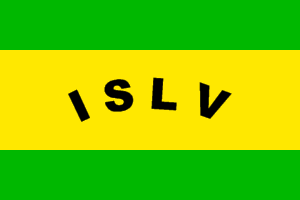
Sällskapsöarnas flagga.
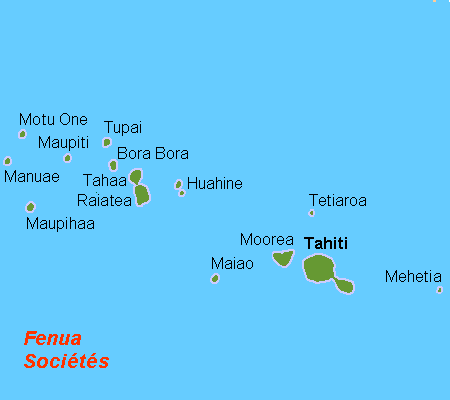
Översiktskarta.
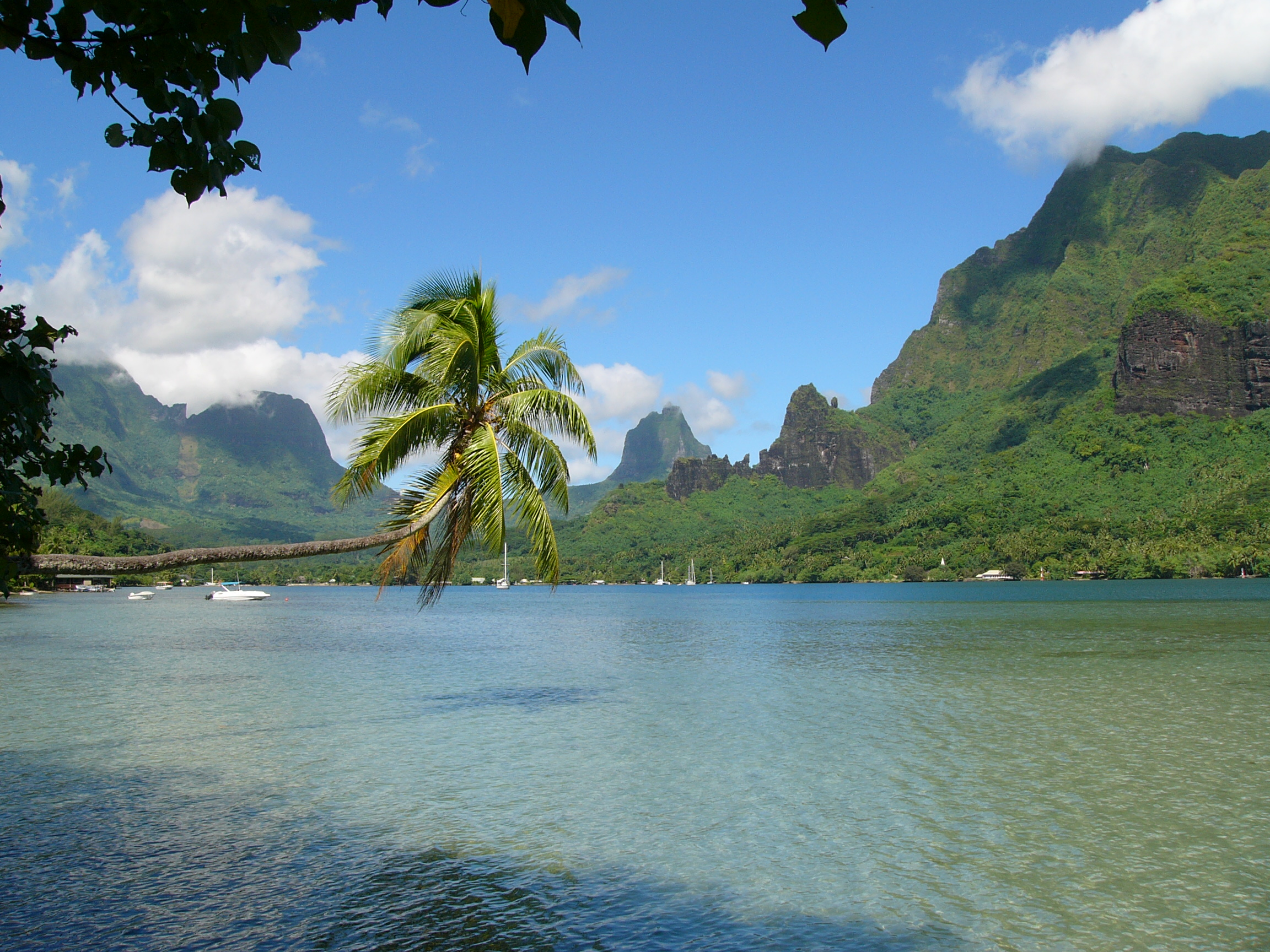
Moorea.